# Stjärnsund
Stjärnsund est une localité suédoise de la commune de Hedemora dans le comté de Dalécarlie, située à environ 200 km au nord-ouest de Stockholm. La population était de 161 habitants en 2010.
Stjärnsund a été projetée sous les feux de l'actualité en avril 2008 avec la disparition et l'assassinat de la petite Engla Höglund.